# Callopora caudata
Callopora caudata är en mossdjursart som beskrevs av Canu och Bassler 1928. Callopora caudata ingår i släktet Callopora och familjen Calloporidae.
Artens utbredningsområde är Mexikanska golfen. Inga underarter finns listade i Catalogue of Life.